# Nastadin Ivanović
Nastadin Ljakov Ivanovic (Doljani, Podgorica, 1850 – 1924) bio je brigadir crnogorske vojske i komandant Kucko-Bratonoške brigade. Ucesnik je Crnogorsko – turskog rata, Balkanskih ratova i Prvog svjetskog rata.